# Susanne Thorson

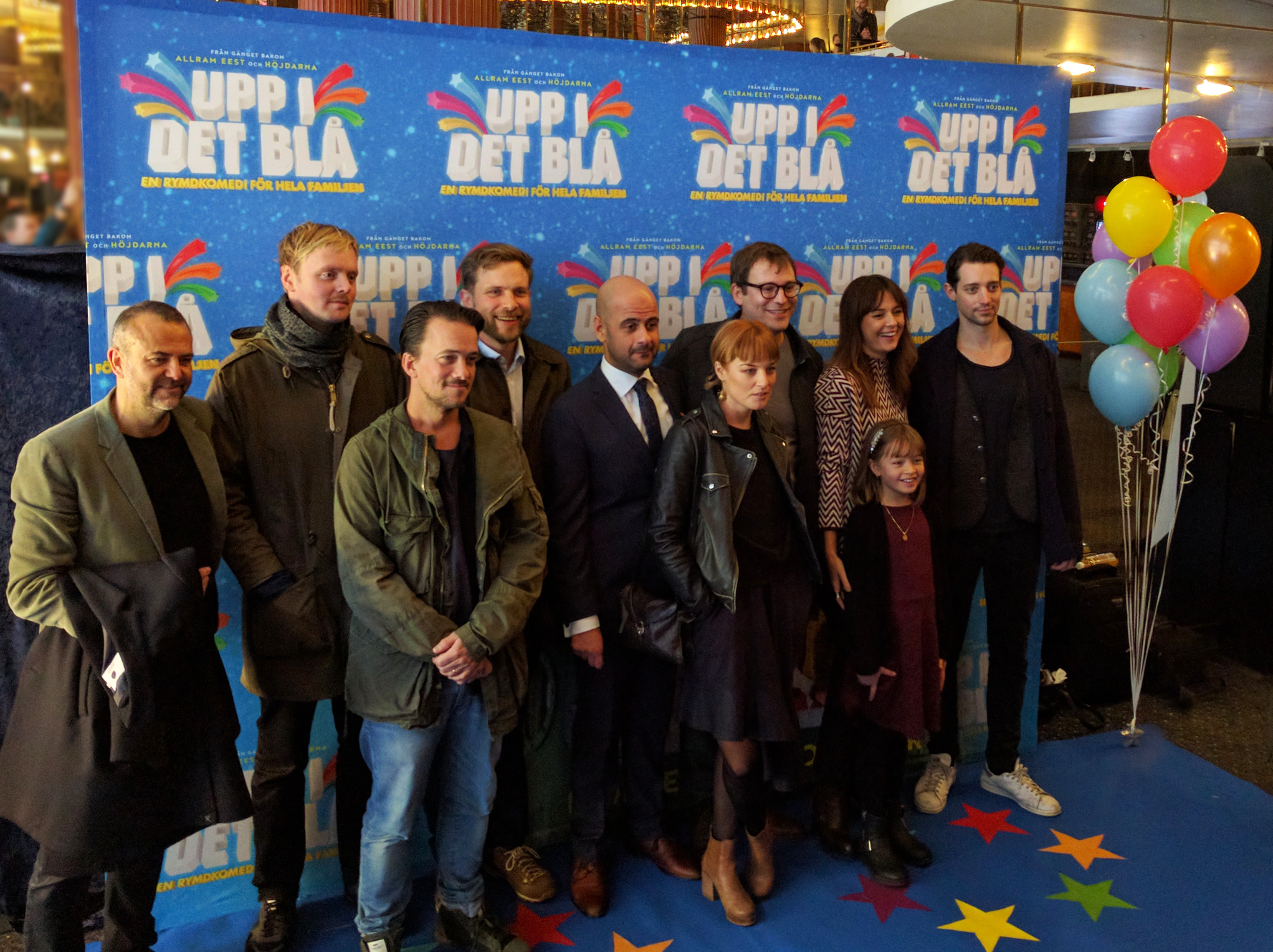
Susanne Thorson på premiären av Upp i det blå 2016.

Mirjam Susanne Thorson (tidigare gift Darborg), född 12 juni 1981 i Umeå stadsförsamling, Västerbottens län, är en svensk skådespelare och regissör.

## Biografi
Susanne Thorson föddes i Umeå men flyttade vid fem års ålder till Stockholm, där hon sedan studerade vid Calle Flygare Teaterskola 2001–2002. Hon har medverkat i ett flertal teateruppsättningar på bland annat Boulevardteatern och privatteatrar samt i TV och film. Hon fick sitt genombrott i filmen Puss (2010) och har även spelat i uppmärksammade filmer som I rymden finns inga känslor (2010) och En gång i Phuket (2012). Hon är också verksam vid Akademin för det uttrycksfulla ledarskapet i Stockholm.
Susanne Thorson var gift med regissören Alain Darborg mellan 2014 och 2017.

## Filmografi
- 2007 – Beck – Den svaga länken
- 2007 – Judgement Day
- 2008 – Fågelboet
- 2009 – Oskyldigt dömd (TV-serie)
- 2010 – Rådjuret
- 2010 – Cornelis
- 2010 – I rymden finns inga känslor
- 2010 – Kommissarien och havet (TV-serie)
- 2010 – Puss
- 2011 – Jag är konstnär
- 2011 – Maria Wern: Drömmen förde dig vilse
- 2012 – En gång i Phuket
- 2012 – Odjuret
- 2012 – Högklackat (TV-serie)
- 2013 – Inkognito (TV-serie)
- 2013 – Tragedi på en lantkyrkogård
- 2014 – Medicinen
- 2014 – 2015 (TV-serie)
- 2015 – Jönssonligan – Den perfekta stöten
- 2015 – Gåsmamman (TV-serie)
- 2017 – Alex (TV-serie)
- 2016 – Upp i det blå
- 2017 – Solsidan
- 2018 – De dagar som blommorna blommar (TV-serie)
- 2018 – Katsching – lite pengar har ingen dött av (TV-serie)
- 2020 – Sommaren med släkten (TV-serie)
- 2023 – Leva life (TV-serie) (regi)
- 2025 – Halva Malmö består av killar som dumpat mig (TV-serie) (regi)

## Teater

### Roller (ej komplett)
| År   | Roll            | Produktion                   | Regi        | Teater        |
| ---- | --------------- | ---------------------------- | ----------- | ------------- |
| 2014 | Catherine Simms | Kom igen, Charlie Larry Shue | Peter Dalle | Oscarsteatern |